# الحركة النقابية والعمالية بالسودان
الحركة النقابية والعمالية بالسودان هي حركة عمالية، بدأت النشاط العمالي في تاريخ السودان الحديث مناهضة للمستعمر منذ سنة 1908.

## تاريخ
بدأ النشاط العمالي في تاريخ السودان الحديث مناهضة للمستعمر منذ سنة 1908،
بأول إضراب لعمال مناشير الغابات للمطالبة بتحسين بيئة العمل وظروفها، ثم تدرج ذلك النشاط ليدخل المقاهي العامة في الأسواق لمناقشة قضايا العمال. وبدأ الضغط على الاستعمار البريطاني لتتم الاستجابة بقيام أندية العمال في مدن الخرطوم الثلاث عام 1934، وتوالت بعد ذلك في كل المدن العمالية بالسودان وأصبح لها دور تثقيفي وتدريبي وسياسي في مناهضة الاستعمار من خلال المطالبة بقيام التنظيمات النقابية وانتشار الصحف الحائطية والمسارح العمالية ؛ وقد صدرت أول مجلة عمالية عام 1946م باسم (العامل السوداني) في العام 1947م كانت الشرارة الأولى لقيام التنظيمات النقابية في شكلها الحديث بهيئة شئون العمال بالسكة الحديدية. وبعدها تبلورت الفكرة وتم الضغط على المستعمر ليعترف ويستجيب بحق التنظيم النقابي ويصدر أول قانون للعمل والعمال في عام 1948م ولائحة تسجيل النقابات لنفس السنة. وبذلك اكتسبت الحركة النقابية السودانية شرعيتها واستمدت قوتها لينشأ أول مؤتمر عمالي في 18/5/1949م.
أجاز الدستور نقابات العمال وتوج ذلك بقيام الاتحاد العام لنقابات عمال السودان في نوفمبر 1950م، وتم تشكيل مكتب تنفيذي من (25) عضواً برئاسة السيد/ محمد سيد سلام كأول رئيس للاتحاد من مصلحة النقل الميكانيكي. استمر العمل بهذا القانون حتى 1960م وجرت عليه تعديلات في عهد الرئيس الأسبق الفريق إبراهيم عبود، وكان رئيس الاتحاد في تلك الحقبة السيد/ إبراهيم محمود من مصلحة المخازن والمهمات. وبعد ثورة أكتوبر 1964م تم الرجوع لقانون 1948م ليتم تعديله في 1966م ويستمر العمل به وكان رئيس الاتحاد في تلك الفترة السيد/ عوض الله إبراهيم من مصلحة الاشغال حتى 1969م حيث تم إلغاء ذلك القانون بقيام ثورة مايو 1969م.
في يونيو 1971م صدر قانون نقابات العمال وجرت عليه تعديلات في مارس 1973م، وتأسس بموجبه أول اتحاد للموظفين والمهنيين في ذات العام وكان رئيسه الأستاذ/ عبد الله علي عبد الله من التعليم. وقد تعاقب بعد ذلك على رئاسة اتحاد الموظفين كل من السيدين د.إبراهيم عبيد الله والأستاذ محمد الخاتم عبد الله. وفي 1977م جرت بعض التعديلات على القانون لتلافي القصور والعيوب، حيث عرف القانون العامل والموظف كل حسب مهنته وسمى قانون نقابات العاملين، وأصبح رئيس اتحاد العمال في تلك الفترة السيد/ عبد الله نصر قناوي </1971-1985م من مصلحة الجيولوجيا وأصبح عدد النقابات العامة العمالية (670) نقابة فضلاً عن نقابات الموظفين والمهنيين والمعلمين.
- في أبريل 1985م بعد الانتفاضة الشعبية، أصبح السيد/ محمد عثمان جماع رئيساً لاتحاد نقابات العمال. جرى تعديل القانون سنة 1987م وبموجبه توحدت لائحة أسس التكوين النقابي لتشمل العمال والموظفين والمهنيين والمعلمين بعد أن كان عددها لائحتين. وبموجب ذلك أصبحت نقابات العمال(45) والموظفين (33).
انعقد مؤتمر الحوار النقابي في الفترة 31يوليو -5 أغسطس 1990م، حيث وحد الحركة النقابية وعرف العامل بأنه كل من يتقاضى أجرا لقاء عمل وتم بموجبه توحيد اتحادي العمال والموظفين في مسمى المجلس الأعلى للحركة النقابية ( لذلك أصبح اليوم الخامس من أغسطس من كل عام يوم عيد العمال الوطني وهو اليوم الذي ختم فيه مؤتمر الحوار النقابي وأجيزت فيه قراراته وتوصياته واستمر المجلس الأعلى في إدارة الشأن النقابي وتوحيد النقابات حتى صدور قانون 1992م وصارت الحركة النقابية منطوية تحت لواء الاتحاد العام لنقابات عمال السودان وتولى رئاسة المجلس الأعلى 1990-1992م الأستاذ/ تاج السر محمد عبدون أول رئيس للحركة النقابية الموحدة ثم رئيساً للاتحاد لدورتين 1992-2001م، ليجرى تعديل على القانون في ذات العام 2001م تلبية لمتطلبات المرحلة وأصبحت النقابات العامة 22 نقابة عامة بدلا عن ست وعشرين نقابة بعد الوحدة، وتم استيعاب معايير منظمة العمل الدولية في القانون وعين البروفيسور إبراهيم أحمد غندور من جامعة الخرطوم رئيسا للاتحاد عام 2001م.
- بعد اتفاقية سلام نيفاشا في يناير 2005م وإجازة الدستور الانتقالي، قام اتحاد موحد للحركة النقابية في جنوب السودان يضم اتحادات الولايات العشرة بعد أن كان لكل ولاية في الشمال والجنوب اتحاد عمال إضافة للنقابات العامة. وتطلب الوضع الدستوري تعديل قانون النقابات في عام 2010م. وبموجبه تعدلت لائحة البنيان النقابي لتصبح النقابات العامة ستة عشر نقابة عامة حتى قيام الانتخابات النقابية في يناير /أبريل 2011م، ويصير البروفسور إبراهيم غندور رئيساً للاتحاد للدورة النقابية 2011-2016م ميلادية.
والجدير بالذكر أن الدورات النقابية المتعاقبة منذ عام 1950م وحتى 2011م بلغت خمسة عشر دورة تتفاوت في آجالها من عام لعامين ولأربعة أعوام ثم خمسة أعوام اعتباراً من دورة 1996_2001 م حسب نصوص القوانين وتطوراته.